# Ли Бончун
Ли Бончун (2 апреля 1917, Надеждинское, Никольск-Уссурийский уезд, Приморская область, Приамурский край — 2 января 1970, колхоз «Полярная звезда», Средне-Чирчикского района Ташкентская область, Узбекская ССР) — звеньевой колхоза «Полярная звезда» Средне-Чирчикского района Ташкентской области, Узбекская ССР. Герой Социалистического Труда (1949).

## Биография
Родился в 1917 году в крестьянской семье в селе Надеждинское Никольск-Уссурийского уезда.
В 1937 году депортирован на спецпоселение в Ташкентскую область Узбекской ССР. В 1939 году окончил среднюю школу. С 1939 года — рядовой колхозник, звеньевой рисоводческого звена, бригадир, учётчик в колхозе «Полярная звезда» Средне-Чирчикского района. Обучался в Ташкентском сельскохозяйственном институте (1941—1942).
В 1948 году звено Ли Бончуна получило в среднем с каждого гектара по 81,6 центнера риса на участке площадью 5,1 гектаров. Указом Президиума Верховного Совета СССР от 18 мая 1949 года удостоен звания Героя Социалистического Труда «за получение высоких урожаев риса на поливных землях при выполнении колхозом обязательных поставок и контрактации по всем видам сельскохозяйственной продукции, натуроплаты за работу МТС в 1948 году и обеспеченности семенами всех культур в размере полной потребности для весеннего сева 1949 года» с вручением ордена Ленина и золотой медали «Серп и Молот».
С 1953 года — член КПСС. Участвовал во Всесоюзной выставке ВДНХ.
Трудился в колхозе «Полярная звезда» до выхода на пенсию. Скончался в 1970 году в этом же колхозе и похоронен на местном колхозном кладбище.

## Награды
- Герой Социалистического Труда
- орден Ленина
- медаль «За доблестный труд в Великой Отечественной войне 1941—1945 гг.» (6 июня 1945)